# تیم ملی هندبال افغانستان
تیم ملی هندبال افغانستان نمایندهٔ کشور افغانستان در مسابقات بین‌المللی ورزش هندبال است.
این تیم در سال ۲۰۰۴ میلادی عضو فدراسیون هندبال آسیا شده‌است.